# Janus (escultura)
Janus es una escultura monumental realizada por el artista australiano Clement Meadmore como parte de la Ruta de la Amistad, un conjunto de 19 esculturas realizadas por artistas de diversas nacionalidades para conmemorar los Juegos Olímpicos de México 1968. La obra fue originalmente instalada en Periférico sur y fue la duodécima escultura de la ruta: representaba a Australia en la exposición.
Consistente en un solo cuerpo doblado en forma de anillo sobre sí mismo, la escultura se asemeja a una cinta de Moebius que no se cierra. Mide 6 metros de alto, casi 7 de ancho y pesa 40 toneladas. Originariamente contaba con una base y escaleras de roca volcánica, pero estas fueron demolidas.
La Ruta de la Amistad fue abandonada por 25 años, durante esa época el Colegio Olinca construyó sus instalaciones alrededor de la escultura donde permaneció durante 16 años. En este periodo de tiempo se volverá el logo de la escuela y la base original de piedra volcánica será remplazada por pasto. Después de muchos esfuerzos por parte de Patronato Ruta de la Amistad, World Monuments Fund, la Fundación Meadmore y la embajada australiana, en diciembre del 2012, la escultura fue devuelta después de que la escuela se negara por varios años.
Ubicación original: Periférico sur (dirección sur-norte) en donde se ubica hoy el Colegio Olinca
Ubicación actual: Trébol vial de Insurgentes sur y Periférico, sobre Insurgentes dirección sur-norte